# 天外魔境 第四の黙示録 ヴォーカル・セレクション
『天外魔境 第四の黙示録 ヴォーカル・セレクション』は1997年2月10日にデジキューブから発売されたアルバムCDである。

## 概要
セガサターン用ソフト『天外魔境 第四の黙示録』に使用された挿入歌を収録したCD。作詞はゲーム脚本を担当した長山豊とシリーズの生みの親で本作の企画・監修を手掛ける広井王子が担当。作曲はゲーム中の全楽曲を担当した笹川敏幸が手掛けてる。

## 収録曲
1. Intro…
ナレーション：桜井智、脚本：長山豊、音楽・ピアノ演奏[1]：笹川敏幸
2. 冒険の数だけ
歌：桜井智、作詞：長山豊、作曲：笹川敏幸、編曲：根岸貴幸
3. Interlude…
ナレーション：桜井智、脚本：長山豊、音楽・ピアノ演奏[1]：笹川敏幸
4. We Want Candy
歌：野上ゆかな、作詞：長山豊、作曲：笹川敏幸、編曲：岸村正実
5. Interlude…
ナレーション：桜井智、脚本：長山豊、音楽・ピアノ演奏[1]：笹川敏幸
6. Get! Glory!
歌：影山ヒロノブ、作詞：長山豊、作曲：笹川敏幸、編曲：根岸貴幸
7. Interlude…
ナレーション：桜井智、脚本：長山豊、音楽・ピアノ演奏[1]：笹川敏幸
8. デブ礼賛
歌：曽我町子、作詞：長山豊、作曲：笹川敏幸、編曲：多田彰文
9. Interlude…
ナレーション：桜井智、脚本：長山豊、音楽・ピアノ演奏[1]：笹川敏幸
10. TVは何でも知っている
歌：神代知衣、作詞：長山豊、作曲：笹川敏幸、編曲：宮崎慎二
11. むかしばなし
歌：神代知衣、作詞：長山豊、作曲：笹川敏幸、編曲：宮崎慎二
※ゲーム中では『暗黒だよおっかさん』という題で使用されている。
12. Outro…
ナレーション：桜井智、脚本：長山豊、音楽・ピアノ演奏[1]：笹川敏幸
13. 二人のHAPPY END
歌：桜井智、作詞：広井王子・長山豊、作曲：笹川敏幸、編曲：多田彰文

## スタッフ
（出典）
ハドソン
- 製作総指揮：工藤裕司
- エグゼクティヴ・プロデューサー：今井丈雄、高田秀雄
- スーパーバイザー：竹部隆司
- プロデューサー：三井啓介
- コ・プロデューサー：笹川敏幸
- 構成：長山豊
- プロモーション・スタッフ：梶野竜太郎、三谷晴基、関根聖子
- スペシャルサンクス：香月薫児

RED
- スーパーバイザー：広井王子
- スーパースペシャルサンクス：小林正樹
- 絵師：辻野寅次郎
- スペシャルサンクス：家入赤福、荒木ひろみ

IMAGINE
- プロデューサー：斎藤裕二

TECHNO SOUND
- 音響：三間雅文、高寺雄

Digicube、SUNRISE STUDIO、Columbia Creative
- ディレクター：松下謙介（Digicube）
- マスタリング・エンジニア：加藤正昭（SUNRISE STUDIO）
- アート・ディレクション&デザイン：井上高杉（Columbia Creative）
- セールス・プロモーション：福井彩子（Digicube）
- コ・エグゼクティヴ・プロデューサー：中村寛文（Digicube）
- エグゼクティヴ・プロデューサー：鈴木尚（Digicube）、横田洋文（Digicube）

## 備考
『Intro…』『Interlude…』『Outro…』に収録されているナレーションは晩年の雷神と夢見が若いころの体験（ゲームシナリオ）についての思い出話をしている設定となっている。